# قلمرو حوضه زار
قلمرو حوضه زار (آلمانی: Saarbeckengebiet) منطقه‌ای از آلمان بود که از ۱۹۲۰ تا ۱۹۳۵ تحت قیمومت جامعه ملل و کنترل بریتانیا و فرانسه قرار داشت. این قلمرو پرچم خود را داشت، پایتختش در زاربروکن قرار داشت و جمعیتش در ۱۹۳۳ برابر ۸۱۲ هزار نفر بود. مرزهای آن کم‌وبیش متناظر با ایالت امروزی زارلاند در آلمان است. در انتخاباتی به ابتکار عام در ۱۹۳۵ کنترل این قلمرو به آلمان بازپس داده شد.